# 埃達加拉斯·烏拉諾瓦斯

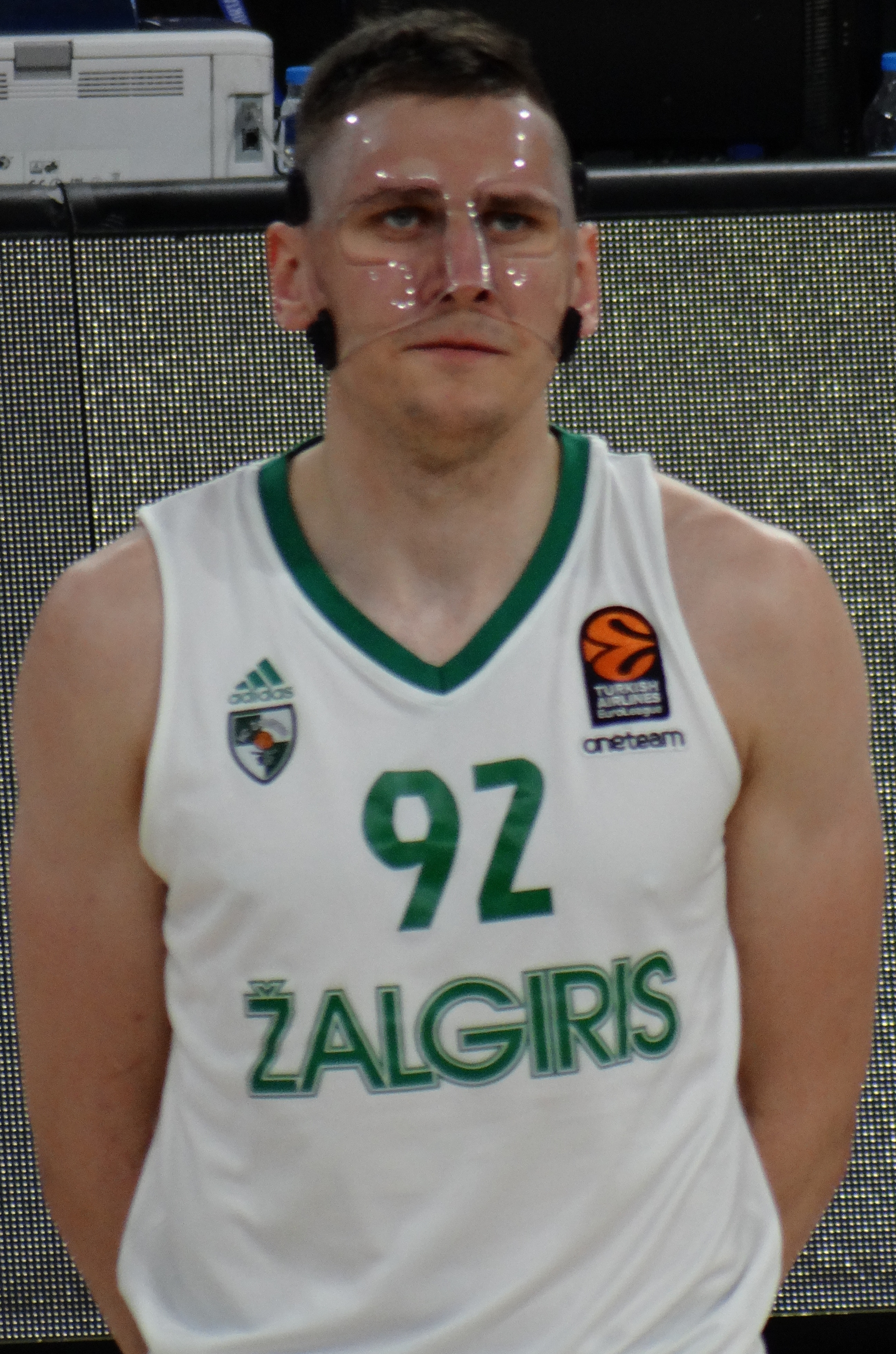
Ulanovas with Žalgiris Kaunas in 2018

埃達加拉斯·烏拉諾瓦斯（1992年1月7日—），立陶宛籃球運動員。他現在效力於立陶宛籃球聯賽球隊扎尔吉里斯。他也代表立陶宛國家籃球隊參賽。